# Seann William Scott
Seann William Scott (* 3. října 1976, Cottage Grove, Minnesota, USA) je americký herec známý hlavně jako Steve Stifler v teenagerovské filmové sérii Prci, prci, prcičky. Hrál také Bo Duka ve filmu Mistři hazardu.

## Životopis

### Mládí
Nejmladší ze sedmi sourozenců se narodil v Cottage Grove v Minnesotě Williamu Franku Scottovi, pracovníkovi v továrně, a Patricii Ann Simons. Nápad stát se hercem dostal během práce v městském divadle a pozorováním všech divadelních her, které mohl volně pozorovat. Poté, co odmaturoval na Park High School se Scott přestěhoval do Los Angeles, kde byl objeven místními hledači talentů. Jeho první velká herecká role byla ve videoklipu Hole in my Soul od skupiny Aerosmith. Brzy na to už vystupoval v Chad's World, chlapecké TV show vysílané na internetu.

### Kariéra
Jeho první skutečně velká role přišla v roce 1999 ve filmu Prci, prci, prcičky, kde ztvárnil Steva Stiflera. Tu si zopakoval ještě v dalších třech pokračováních, které ho později vynesly do povědomí lidí. Toto ovlivnilo jeho budoucí role, které byly nejčastěji komediální. Scott se také objevil v portrétu Kevina Smitha Jay a Mlčenlivej Bob vrací úder a také ve dvojroli ve filmu Apokalypsa, kde znovu hrál se svým kolegou Dwaynem Johnsonem.
Uváděl také MTV Movie Awards 2003 společně s Justinem Timberlakem. Při této příležitosti natočili tito dva mnoho skečů a scének, včetně scén z The Matrix Reloaded, které byly později přidány i jako bonus k DVD The Matrix Reloaded.

### Osobní život
Rád posiluje a má tři tetování: symbol nekonečna na zápěstí, blesk na stehně a 'Amo', latinsky 'Miluji' v oblasti kostrče.
V interview v časopisu People v roce 2003 uvedl, že nenosí spodní prádlo.

## Filmografie
| Rok  | Film                             | Role                   | Poznámky       |
| ---- | -------------------------------- | ---------------------- | -------------- |
| 1996 | Unhappily Ever After             | Moondoggie             |                |
| 1996 | Hole in my Soul                  | Quarterback            | hudební klip   |
| 1997 | Born Into Exile                  | Derek                  |                |
| 1998 | Something so Right               | Preston                |                |
| 1999 | Prci, prci, prcičky              | Steve Stifler          |                |
| 2000 | Nox                              | Jack Mower (dabing)    | Počítačová hra |
| 2000 | Nezvratný osud                   | Billy Hitchcock        |                |
| 2000 | Road Trip                        | E.L.                   |                |
| 2000 | Hele vole, kde mám káru?         | Chester Greenburg      |                |
| 2001 | Evoluce                          | Wayne Grey             |                |
| 2001 | Prci, prci, prcičky 2            | Steve Stifler          |                |
| 2001 | Jay a Mlčenlivej Bob vrací úder  | Brent                  |                |
| 2002 | Noční loupež                     | Ben McGewan            |                |
| 2003 | Neprůstřelný mnich               | Kar                    |                |
| 2003 | Mládí v trapu                    | Peppers                |                |
| 2003 | Prci, prci, prcičky 3: Svatba    | Steve Stifler          |                |
| 2003 | Vítejte v džungli                | Travis Alfred Walker   |                |
| 2005 | Mistři hazardu                   | Bo Duke                |                |
| 2006 | Doba ledová 2: Obleva            | Crash                  |                |
| 2007 | Můj život idiota                 | Jeff Nichols           |                |
| 2007 | Apokalypsa                       | Ronald/Roland Taverner |                |
| 2007 | Pan tělocvikář                   | John Farley            |                |
| 2008 | Povýšení                         | Doug Stauber           |                |
| 2008 | Velcí bratři                     | Anson Wheeler          |                |
| 2009 | Doba ledová 3: Úsvit dinosaurů   | Crash                  |                |
| 2009 | Balls Out: Garyho výzva          | Gary Houseman          |                |
| 2009 | Planeta 51                       | Skiff                  |                |
| 2010 | Poldové                          | Dave                   |                |
| 2010 | Jackass 3D                       | hraje sám sebe         |                |
| 2012 | The Goon                         | Doug Glatt             |                |
| 2012 | Prci, prci, prcičky: Školní sraz | Steve Stifler          |                |
| 2012 | Movie 43                         |                        | v postprodukci |
| 2012 | Doba ledová 4: Země v pohybu     | Crash                  |                |